# Banda El Recodo
Banda Sinaloense El Recodo de Don Cruz Lizárraga (mais conhecida como Banda El Recodo) é uma banda mexicana formada em Mazatlán, Sinaloa, em 1938 por Don Cruz Lizárraga, que pode ser considerado o pioneiro na divulgação do gênero, que já vinha fermentando há décadas, por isso é conhecida como "a mãe de todas as bandas". No início, dedicou-se a tocar corridos, sones, polcas e marchas, mas com o tempo ele introduziu um novo estilo, usando um tambor como instrumento principal e gerando peças mais populares. Atualmente possui grande reconhecimento internacional, já gravou mais de 180 álbuns e já vendeu mais de 20 milhões de discos, alcançando sua música aos cinco continentes. Atualmente a banda é liderada por Luis Alfonso Lizárraga, um dos filhos de Don Cruz Lizárraga.